# Шубников, Алексей Васильевич
Алексе́й Васи́льевич Шу́бников (1887—1970) — российский и советский учёный-кристаллограф, кристаллофизик. Академик АН СССР (1953). Герой Социалистического Труда (1967).

## Биография
Родился 17 (29) марта 1887 года в Москве.
В 1906 году окончил коммерческое училище в Москве
В 1912 году окончил отделение естественных наук физико-математического факультета Московского университета.
С 1913 года работал в Народном университете имени А. Л. Шанявского в лаборатории Г. В. Вульфа, популярные лекции по кристаллографии которого слушал в Политехническом музее ещё будучи школьником.
В 1920—1925 годах профессор Уральского горного института.
С 1937 года заведовал лабораторией кристаллографии АН СССР.
С 1944 года — первый директор и один из основателей Института кристаллографии АН СССР.
Член-корреспондент АН СССР с 1933 года, с 1953 года — академик (отделение физико-математических наук, кристаллография).
В 1953 году возглавил новую кафедру кристаллофизики на Физическом факультете МГУ.
Внёс значительный вклад в физику твёрдого тела.
Основные труды посвящены теории симметрии и теории роста кристаллов. Первым обратил внимание на пьезоэлектрические текстуры, благодаря чему предсказал возможность визуального наблюдения атомов и молекул при прохождении монохроматических лучей через два наложенных друг на друга кристаллических растра, что нашло конкретное применение в методике современной электронной микроскопии. Развив учение об антисимметрии, вывел 58 точечных кристаллографических групп антисимметрии (шубниковские группы).
Работы А. В. Шубникова по морфологии и теории роста кристаллов послужили базой для зарождения и развития нового перспективного направления в минералогии — онтогении минералов.

Могила Шубникова

Скончался 27 апреля 1970 года. Похоронен в Москве на Донском кладбище.

## Семья
Первая жена — Шубникова, Ольга Михайловна (в дев. Лебедева; 1884—1955), доктор геолого-минералогических наук.
- Дочь — Шубникова Вера Алексеевна (1918—1985), член Союза художников СССР
- Дочь — Шубникова Елена Алексеевна (род. 1921), доктор биологических наук, МГУ.
- Сын — Шубников Михаил Алексеевич (1924—1945), посмертно награждён орденом Отечественной войны I степени.

Вторая жена — Генералова Лидия Степановна.
- Сыновья — Дар и Алексей.

Третья жена — Шубникова Я. И.

## Награды и премии
- Герой Социалистического Труда (28.03.1967)
- два ордена Ленина (19.09.1953; 28.03.1967)
- два ордена Трудового Красного Знамени (10.06.1945; 10.04.1962)
- медали
- Сталинская премия второй степени (1947) — за открытие и исследование нового вида пьезоэлектриков, результаты которых изложены в монографии «Пьезоэлектрические текстуры» (1946)
- Сталинская премия третьей степени (1950) — за создание аппаратуры и технологии производства рубинов
- Памятная бронзовая медаль М. В. Ломоносова от Академии наук СССР (1961)[4]

## Память
- Институт кристаллографии имени А. В. Шубникова РАН.

## Основные работы
Автор более 250 научных публикаций, среди них:
- Шубников А. В. Учение о симметрии как основной метод естествознания // Труды ноябрьской юбилейной сессии АН СССР. Л., 1933. С. 181—193.
- Шубников А. В. Кристаллы в науке и технике. М., 1958.
- Шубников А. В., Парвов В. Ф. Зарождение и рост кристаллов. М.: "Наука, 1969.
- Шубников А. В. У истоков кристаллографии. М., 1972.
- Шубников А. В., Копцик В. А. Симметрия в науке и искусстве. Издание 2-е, переработанное и дополненное. М., 1972.
- Шубников А. В. Избранные труды по кристаллографии. М., 1975.